# Ridderorden in Kameroen
Kameroen was een Duitse kolonie en er zullen incidenteel Pruisische ridderorden zijn verleend.Na 1918 werd Kameroen verdeeld in een Frans en een Brits mandaatgebied.
De republiek Kameroen werd in 1961 onafhankelijk van Frankrijk en later werd het land herenigd met het Engelse mandaatgebied Cameroon.
In het Britse en Franse deel werden Britse en Franse ridderorden gebruikt.
- De Frans-koloniale Orde van de Zwarte Ster
- De Britse Orde van het Britse Rijk
- De Britse Orde van Sint-Michaël en Sint-George

Kameroen stelde als Frans gebiedsdeel een ridderorde in.
- De Orde van Moed, (Frans: "Ordre de la Valeur")  (1957)
- De Orde van Verdienste, (Frans: "Ordre du Mérite Camerounais")
- De Orde van Agrarische Verdienste, (Frans: "Ordre du Mérite Agricole")
- De Orde van Sportieve Verdienste, (Frans: "Ordre du Mérite Sportif")